# サスケ (愛媛県出身のデュオ)
サスケは、愛媛県出身の双子のフォークデュオである。
ヤマハライトミュージックコンテスト下関大会で飛び入り優勝。その後上京、キャニオンレコードよりLP『二人三脚』、EP『小さな幸せ』でデビュー。アコースティックスタイルの音楽で活動し現在に至る。他のミュージシャンに楽曲提供も行なっている。
2013年、弟のタカこと大垣隆正が肺がんで死去。その後は、大垣勝正がサスケとしてソロでライブ活動を行う。
過去に「呪いのビデオ」に出演した際、弟はビデオの呪いで難病になったという設定だった。

## メンバー
- 大垣勝正（1954年11月27日 - ）通称、カツ。
- 大垣隆正（1954年11月27日 - 2013年7月24日）通称、タカ。

ともに愛媛県西宇和郡三崎町（現伊方町）出身。実家はみかん農家。

## ディスコグラフィー

### シングル
1. 小さな幸せ（1979年発売 デビュー曲）

### アルバム
1. わしらの歌（2005年1月発売 全13曲）
  1. 麦踏み
  2. ポロンポロン
  3. シャララ
  4. 春や昔 青春の城下町
  5. 君の夏を忘れない
  6. 坂の上の青春
  7. 届いたみかん
  8. リンゴのほっぺ
  9. 爪を研げ
  10. 心がカゼをひいた夜
  11. 痛いほどの握手を忘れない 【冒険家 河野兵市に捧ぐ】
  12. 最終電車
  13. 暖かい風